# Stazione di Ebie
La stazione di Ebie (海老江駅?, Ebie-eki) è una delle stazioni della linea JR Tōzai di Ōsaka in Giappone. Si tratta di una stazione sotterranea, vicina alla Noda.

## Linee

### Treni
- JR West
  - ■ Linea JR Tōzai